# 173032 Mingus
173032 Mingus è un asteroide della fascia principale. Scoperto nel 2006, presenta un'orbita caratterizzata da un semiasse maggiore pari a 3,0817238 UA e da un'eccentricità di 0,1626112, inclinata di 12,51406° rispetto all'eclittica.